# 照片 (紅髮艾德歌曲)
照片是英國創作型歌手紅髮艾德的一首歌曲，收錄於其第2張錄音室專輯《×》中，於2015年5月11日作為單曲發行。艾德與雪警成員约翰尼·麦克戴一齐创作了照片，麦克戴创作的一个三音符和钢琴重复鼓点成了歌曲的基础。在與其它製作人嘗試許多製作版本後，艾德最終與制作人杰夫·巴斯克合作，形成了巴斯克擴充幾個月的版本。歌曲使用原音吉他、钢琴、弦乐器、风琴、电子及贝斯吉他和编程鼓伴奏，歌曲的歌詞與遠距離戀愛相關，其靈感源自艾德巡演時與時任女友分離的經歷。
歌曲發行後獲得了主流樂評的好評。樂評人稱讚了歌曲的歌詞，但亦有乐评人批评艾德刻意迎合听众、歌曲缺少惊喜。照片是專輯的第5支也是最後一支單曲，在超過五個國家進入了前5名。在美國，歌曲最高排第10，是艾德第3支進入前10的歌曲。在英國，歌曲最高達到第15位，並被認證為四白金唱片。歌曲在澳大利亞被認證為九白金唱片，以及在加拿大被認證為七白金唱片。
歌曲的音樂錄影帶於2015年5月9日發行，以蒙太奇的形式收錄了艾德嬰兒、兒童和青少年時期的影片。歌曲亦為艾德x巡迴演唱會的表演曲目之一。2016年6月9日，艾德被麥特·卡爾德2011年單曲Amazing的詞曲創作人馬丁·哈靈頓和托馬斯·萊昂納多提告，兩人要求艾德支付2000萬美元的侵權費用。2017年4月，案件私下調解完成，艾德不承認有違法行為。

## 背景与作曲

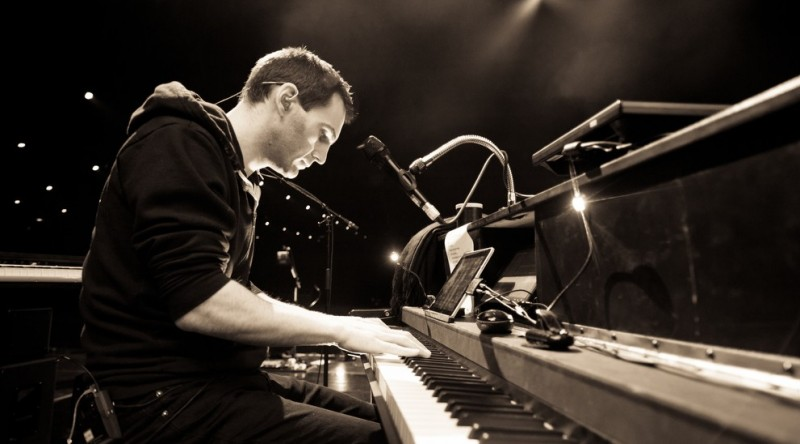
艾德在麦克戴（图）重复鼓点的基础上创作了

紅髮艾德于2012年5月和英国乐队雪警乐器演奏者和伴唱约翰尼·麦克戴一齐创作了照片。艾德曾参与乐队的巡演，为北美特定场次做开场表演。麦克戴创作的一个三音符钢琴重复鼓点成了歌曲的基础。歌曲开发始于艾德在堪萨斯城的酒店房间内一边用麦克戴的笔记本电脑放着鼓点，一边哼唱着“爱情能伤人，爱情可伤人”。艾德回忆：“我开始哼唱，之后（麦克戴）在上面增加节拍。”
艾德一边玩着乐高，麦克戴一边用笔记本电脑工作，一边为歌曲想主意。四个小时后，艾德拿起一把吉他，开始踩在点子上创作歌曲。肖恩表示，他们最终在“一个半小时内”创作完歌曲。到了第二天再听回这首歌，两人才找到灵感，便马不停蹄地录歌。艾德在科罗拉多州丹佛时完成歌曲创作。
艾德将照片选为个人第二张录音室专辑第一首“完美”完成录制的歌曲。艾德认为，他已经“正确地”为这首歌录制了60到70个版本，从现场到钢琴伴奏版。除了他和麦克戴创作的早期版本，艾德还和曾制作他首张专辑《無限延伸》大多数歌曲的词曲创作者兼制作人杰克·高斯林，以及在接下来的专辑中参与其他歌曲制作的制作人里克·罗宾录歌。然而，艾德感觉这些版本“不太合适”，最终向制作人杰夫·巴斯克寻求帮助。这次特殊的合作产生了一个巴斯克在之后几个月不断增进的版本。埃米尔·海尼创作了专辑封套文字。2015年1月24日，艾德在VH1 Storytellers上回忆了照片的背景故事。

## 词曲创作与灵感
照片是一首原音流行民谣，采用原音吉他、钢琴、弦乐器、风琴、电子及贝斯吉他和编程鼓。旋律以吉他弹奏和钢琴键构成，之后是鼓点、弦乐、风琴等。速度为每分钟108拍，最初以E大調发布。歌曲还采用了流行音乐通用的弦乐进程。

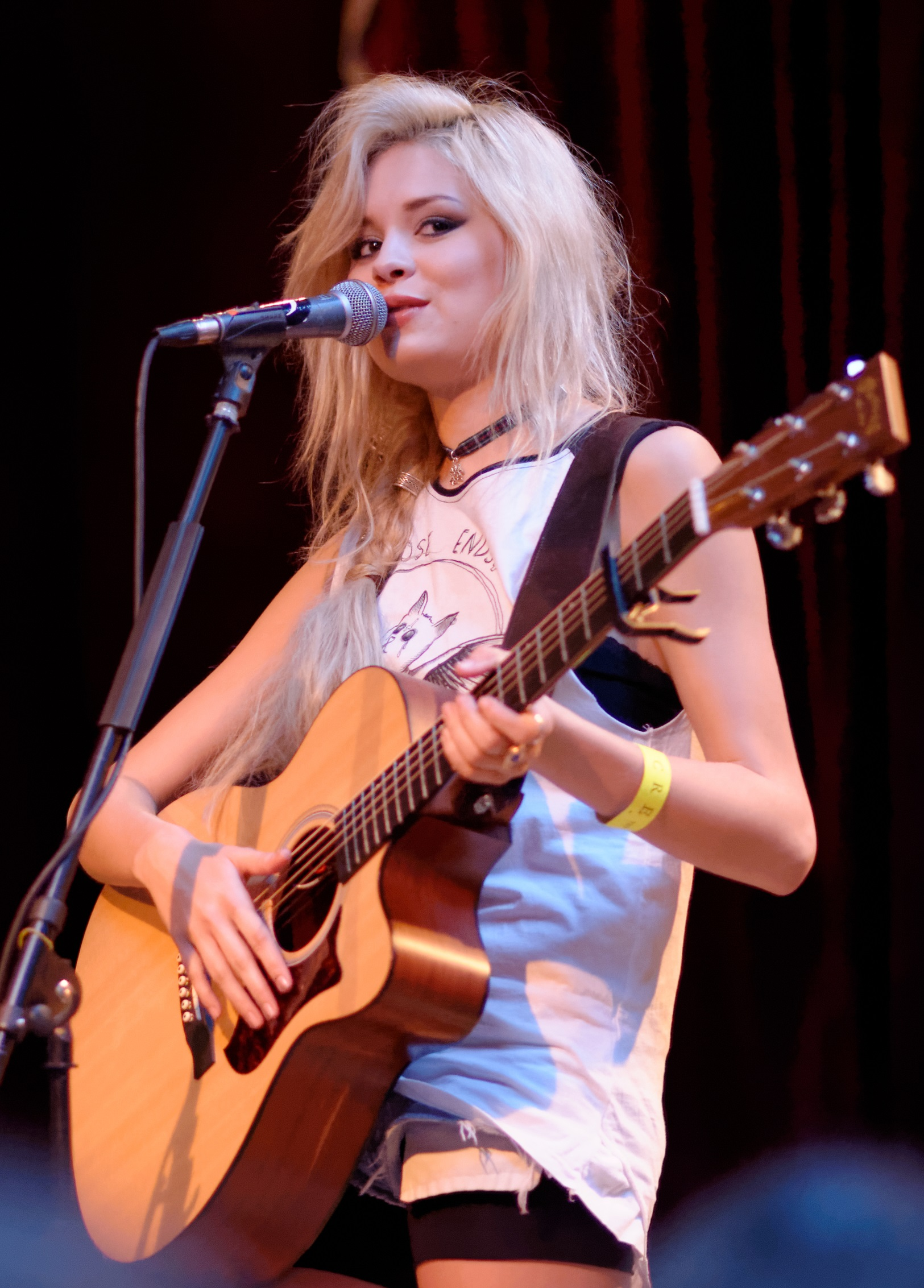
灵感源自艾德前女友妮娜·内斯比特

歌词讲述了一段爱情长跑故事，主人翁回想起女友“在第六大街街灯下”亲吻他的详细画面，“（她的）破牛仔裤的口袋”还藏着他的照片。灵感出自艾德爱情长跑的亲身经历，他结识苏格兰唱作歌手妮娜·内斯比特超过一年半，期间曾和内斯比特共度了五个月的时光，三个月是在雪警的巡回演唱会上，之后两个月是在自己的巡演期间。2017年6月29日在堪萨斯城的个人演唱会上，艾德表示他是在上一次巡演时，于堪萨斯城国际酒店写出照片这首歌。

## 發行
2013年2月，艾德於德國一個電台演唱了照片的樣本版本。這場表演未有以影像或音訊形式錄製，並成為艾德在歌曲收錄專輯發行前唯一一場演出。艾德認為照片是專輯裡其中一首最好的歌曲，稱：「我覺得（照片）會成為改變我的事業道路的歌曲。」他亦斷言就算專輯其他歌曲反應都未如理想，但照片會成為能「使（專輯）暢銷」的「決勝」歌曲。
歌曲在2014年6月20日於iTunes Store作為「即時享受」以線上下載形式發行；並成為艾德第二張錄音室專輯《×》七首宣傳單曲中的最後一首。2015年4月22日，艾德透過Twitter個人帳戶確認照片將成為《×》的下一首单曲。歌曲在2015年5月11日被送往熱門成人當代電台，並在翌日被送往當代流行電台。2015年6月12日，照片搭配B面歌I Will Take You Home於德國以CD形式發行，該B面歌亦成為美國情景喜剧《熟女鎮》的使用歌曲。
照片成為專輯第五首也是最後一首發行單曲。五首發行單曲之中，照片成為繼首發單曲欢唱等兩首快拍歌曲後，專輯第二首作為單曲發行的柔情歌曲。此前的柔情單曲為專輯第三首單曲自言自語，是由高斯林製作的藍眼靈魂歌曲。根據艾德的說法，唱片公司的人沒有打算把自言自語作為單曲發行，認為照片才是「大受歡迎的歌曲」。照片原本被認為將是專輯的主打單曲，但自言自語在電台未有循環播放的情況下打進英國單曲排行榜前20位多個星期，因此改為作專輯的第三首單曲發行。

## 乐评
专辑《×》发行之后，评论家称赞了照片一曲的词曲创作，但亦有乐评人批评艾德刻意迎合听众、歌曲缺少惊喜。《公告牌》杂志撰稿人杰森·利普舒茨（Jason Lipshutz）为专辑中的每一首歌曲逐一撰写了评价，其中认为照片的一句歌词“爱有时会让人受伤／但这是我唯一会做的事”（Loving can hurt sometimes/But it's the only thing that I know）是“整张专辑的关键句”。《时代》杂志作者杰米森·考克斯（Jamieson Cox）亦称赞艾德在歌词中使用了“细致入微又强大有力的意象”，认为这种写法尤其“聪明”，“为歌曲赋予了生命”。《波士頓環球報》评论人莎拉·罗德曼（Sarah Rodman）称这首歌曲“萦绕不绝”，和艾德的A咖一族相似，都能“用优美的旋律让人逐渐入迷”。
《每日电讯报》乐评人尼尔·麦柯米克认为这是一首“富有灵魂的谣曲”，表现出艾德可以在整张专辑的不同风格中“切换自如”。《公告牌》的利普舒茨还提到艾德最初的演唱风格“保持克制”，伴奏的原声吉他扫弦也是“谨慎踌躇”，一点点加强直至引入“体育场般的宏大鼓点”。美国音乐杂志《Vibe》撰稿人保罗·坎特尔（Paul Cantor）将照片选为整张专辑中最突出的歌曲之一，称这首歌“编排神秘而深邃，如同情感的过山车一般跌宕起伏”。
影音俱樂部撰稿人安妮·扎勒斯基（Annie Zaleski）在分析整张专辑的歌词时提到，专辑中充满艾德中肯的自我认知，其中照片一曲就讲述了自己对家乡的思念。美国《音乐时报》评论人凯洛琳·蒙耶斯（Carolyn Menyes）则称这首歌“歌词似乎与《×》中的整体格局不同”。专辑中其他很多歌曲探讨了“被抛弃的恋人、背叛自己的前任和略显奢华的生活”，这首歌曲则回归了艾德此前擅长的深情恋人形象。蒙耶斯直称“简单来说，照片就是艾德·希兰一首单纯而优美的情歌”，“让人内心融化”。
《观察家报》乐评人柯蒂·艾佩爾则提出批评，认为这首歌虽然获得听众的喜爱，但并不能获得乐评界的赞赏。她认为照片只是一首“臃肿的谣曲”，批评艾德在创作过程中“精心算计”，刻意迎合少女歌迷。评论人约翰·墨菲（John Murphy）在英国在线音乐杂志《MusicOMH》中同样提到照片一曲“虽然不算差”，但总感觉“工于心计”，甚至有些“利欲熏心”，“仿佛是专门为美国电视剧中的感情戏创作的一曲影视原声”。
此外，亦有部分评论人关注了雪警的约翰尼·麦克戴德在歌曲中的贡献。Hit FM聯播網的DJPhoenix表示歌曲完美重現雪警的風格。《獨立報》评论人凯文·哈利（Kevin Harly）认为麦克戴德等制作人反而突出了艾德的弱点。他认为这首歌“充斥着爱‘让人受伤’又能‘治愈人心’这样俗气的词句”，称“如果你原本不知道雪巡警的约翰尼·麦克戴德制作了照片这首歌曲，那么听到这些毫无感情串联起来的陈词滥调之后……应该也能知道了”。约翰·墨菲在《MusicOMH》中也提到麦克戴德制作的这首歌曲“庞大臃肿”，仿佛雪巡警的“最差作品”。英国在线音乐杂志《讓聲音淹沒你》撰稿人戴夫·汉拉提（Dave Hanratty）称麦克戴德的参与完全没有惊喜，歌曲“亦步亦趋地按照（雪巡警）撩拨心弦的剧本套路行动”，但“至少还算是有些动作”。英国格拉斯哥《先驱报》评论人艾伦·莫里森（Alan Morrison）则评价照片一曲如同“堆砌拼凑而成的雪巡警”。

## 商業成績
照片與專輯其他歌曲皆以高流媒体播放量打進英國單曲榜。作為單曲發行的10個月前，歌曲已於2014年7月5日截止計算的週榜空降第44位。歌曲其後升至最高第15位，並於榜單逗留了50週至2015年11月5日截止計算的週榜。截至2017年9月，歌曲的綜合銷量達到1,347,000份，當中包括386,000首實際銷量與9,600萬次流媒体播放量。2021年11月26日，歌曲獲英国唱片业协会認證為四白金唱片，代表綜合銷量已達到240萬份。
在美國，歌曲最高登上告示牌百强单曲榜第10位，成為專輯裡第3首打進前10位的單曲。艾德亦憑照片成為2010年以來第9位同一張專輯獲得4首打進前20位歌曲的男性個人歌手（不包括豪華版附贈曲）。在主流四十強單曲榜，歌曲於2015年8月29日截止計算的週榜打進前10位，成為專輯裡第4首獲得此成績的單曲。截至2016年6月，歌曲在美國的下載量已達到1,551,000首。歌曲其後在2018年2月獲美國唱片業協會認證為四白金唱片。在其他地區，歌曲成功打進奧地利、加拿大、德國、愛爾蘭、斯洛伐克及南非單曲榜的前5位。
2015年4月，流媒体音樂服務商Spotify公布了全球「睡眠」分類流媒体量最高的歌曲，照片排行第18位，而艾德其他6首歌曲亦打進榜單前20位。「睡眠」是该服務商最熱門的分類之一，根據Spotify的說法，用户除了在入睡前，亦會在平时放松心情时收听这一分类的歌曲。《衛報》的專欄作家提摩西·道林認為Spotify的这一報告只是从睡眠播放列表中常出现的歌曲中选出「比較柔和的熱門歌曲」堆砌起来，而不是「精心打造的助眠音乐」。

## 爭議
2016年6月9日，艾德被麥特·卡爾德2011年單曲Amazing的詞曲創作人马丁·哈灵顿和托马斯·莱昂纳多提告，兩人要求艾德支付2000萬美元的侵權費用。訴訟稱：“鑒於Amazing和照片副歌部分明顯相似，被告在創作、公佈、錄製、發行與傳播歌曲時知情其侵犯既存音樂作品版權這一事實。”2017年4月，案件私下調解完成，艾德不承認有違法行為。
2022年3月，艾德因歌曲妳的樣子版權訴訟而上庭時表示，自己在律師的建議下決定於照片的訴訟中選擇調解，因為這「已經超出本身的困擾」。他亦表示自己當時正在巡迴演唱，被告知關於版權爭議的文化會使他「很可能落敗」。他認為這場訴訟的調解開啟了索賠的閘門，並衍生出妳的樣子的訴訟。他在妳的樣子的訴訟獲勝後表示自己後悔在照片的訴訟調解的決定，原因並不是金錢，而是這改變了他與歌曲之間的關係。他說：「自那之後我很久沒再唱過照片。我就是不再唱它。我對它感覺很奇怪，好像讓我感到骯髒一樣」。

## 音樂錄影帶
照片的音樂錄影帶於2015年5月9日發行。影片為艾德家庭錄影帶镜头组接。艾德從其父手中得到了這些短片的資源，他的父親將這些影片汇编到DVD中，作為家庭聖誕禮物。起初，艾德打算將影片收錄於當時正在製作的一部紀錄片中；但在仔細觀看影片之後，他覺得這些影片也許可以打造一部音樂錄影帶。艾德亦表示，他不能參與影片的拍攝，因此打造了一部镜头组接影片。照片由曾與艾德合作其它音樂錄影帶的埃米尔·纳瓦執導编辑艾麗·约翰逊與艾德的父親在中倫敦用了一個週末的時間將這些影片组接到一起。。
影片以時間順序記敘了艾德的嬰兒時期、兒童時期和青春期（1990年代與2000年代）。影片中穿插了許多艾德彈奏樂器的鏡頭（包括鋼琴、大提琴、貝斯吉他、原音吉他和鼓）展示了艾德從小的音樂天賦。在影片中，艾德還展現了他彈奏愛爾蘭樂器宝思兰鼓的技能。此外，影片還展現了艾德青少年時期在愛爾蘭戈尔韦進行街头表演的鏡頭。在錄影帶結束前的另一段影片中，艾德在音樂節上進行表演。《滾石》的丹尼爾·克雷普斯指出，影片揭示了艾德“對樂高從小到大的喜愛”。
《音樂時報》的萊恩·布克表示，錄影帶採用短片镜头组接的形式違背了歌曲的標題。他亦稱，錄影帶讓人想起了主唱歌手兼1990年代搖滾標誌人物科特·柯本的記錄式電影《科特·柯本：烦恼的蒙太奇》，二者均展現了歌手少年時期的真實家庭錄影帶鏡頭。

## 现场表演、媒体使用與翻唱版本
艾德在商业发行照片之前即现场表演了歌曲。2014年12月13日，艾德现身《英國版X音素》演唱歌曲，成為歌曲的首場電視表演。这次表演让歌曲进入了英国单曲榜前40。艾德亦在《早安美國》、《今夜秀》與《約會殺手》等美國電視節目，以及加拿大最音樂錄影帶大獎和2015年全球公民音樂節上表演了照片。歌曲亦為艾德於2014年至15年舉行的x巡迴演唱會的表演曲目之一。此外，歌曲曾在英國非都市郡華威郡2015年3月2日舉辦的一場影片活動中得到免費使用。根據《考文垂電訊報》的薩梅·迪默（Same Dimmer）的說法，影片旨在讓公眾關注在當地的兒童性剝削問題。歌曲亦用於電影的預告片和原聲帶中。
喬丹·費利茲曾為其首張錄音室專輯《Beloved》錄製了照片，以傳達出比起世俗間的短暫關係，基督徒應該有意識地不斷追求與上帝的關係。Soul-Audio的評論認為，這一原聲演繹展現了“他假聲的亮點”，而New Release Today的評論則認為，這是一首“令人難以置信”的翻唱歌曲。英国歌手法西絲亦在BBC廣播一台《Live Lounge》節目翻唱歌曲。澳洲歌手傑西卡·麥爾白在她2016年的專輯《不能說的女兒：電視原聲帶》裡翻唱了歌曲。2021年，獨立民謠二人組The Portraits推出歌曲的翻唱版本，作為Cruse Bereavement Care以及和Mental Health Ireland的慈善發行，並伴隨一段以300張在2019冠状病毒病疫情期間喪生人士的照片組成的影片。

## 歌曲列表
- CD單曲[21]

1. "Photograph" – 4:19
2. "I Will Take You Home" – 3:59

- 線上下載（混音）[82]

1. "Photograph" (Felix Jaehn Remix) – 3:22
2. "Photograph" (Jack Garratt Remix) – 3:05

## 製作名單
資料來自專輯《×》內頁。
- 紅髮艾德 – 聲樂、創作、原聲結他
- 強尼·麥達伊德（英语：Johnny McDaid） – 創作
- 傑夫·巴斯克 – 製作、鋼琴、調、電貝斯
- 埃米爾·海伊尼（英语：Emile Haynie） – 附加製作、鼓編程
- – 工程、電結他、鼓編程
- 馬克·「斯佩克」·史滕特（英语：Spike Stent） – 混音
- 傑夫·斯萬 – 工程
- 達維德·羅西（英语：Davide Rossi） – 弦樂編排
- 史都華·霍克斯 – 母帶

## 銷售榜單
| 榜單（2015年－21年）                      | 最高 位置 |
| ----------------------------------------- | --------- |
| 澳大利亚（澳大利亚唱片业协会單曲榜）      | 9         |
| 奥地利（Ö3四十强单曲榜）                  | 4         |
| 比利时佛兰德（Ultratip榜外單曲榜）        | 5         |
| 比利时瓦隆（Ultratop五十强单曲榜）        | 16        |
| 加拿大（Canadian Hot 100）                | 4         |
| 加拿大（《告示牌》Canada AC）             | 1         |
| 加拿大（《告示牌》Canada CHR）            | 3         |
| 加拿大（《告示牌》Canada Hot AC）         | 1         |
| 捷克（電台百大單曲榜）                    | 26        |
| 捷克（百強數位單曲榜）                    | 12        |
| 丹麥（Hitlisten单曲榜）                   | 8         |
| 歐洲（《告示牌》Euro Digital Song Sales） | 6         |
| 法国（法國唱片出版業公會單曲榜）          | 9         |
| 德國（德國官方榜單）                      | 4         |
| 全球（Billboard Global 200）              | 186       |
| 匈牙利（四十強單曲榜）                    | 12        |
| 匈牙利（四十強串流榜）                    | 32        |
| 愛爾蘭（愛爾蘭唱片音樂協會单曲榜）        | 3         |
| 意大利（意大利音乐产业联盟单曲榜）        | 26        |
| 黎巴嫩（黎巴嫩官方二十强榜）              | 20        |
| 墨西哥（《告示牌》Mexico Airplay）        | 21        |
| 荷兰（荷蘭四十強單曲榜）                  | 33        |
| 荷兰（百强单曲榜）                        | 30        |
| 新西兰（新西兰官方音乐榜）                | 8         |
| 挪威（世道單曲榜）                        | 32        |
| 波蘭（波蘭五十強舞曲榜）                  | 16        |
| 波蘭（波蘭百大電台榜）                    | 16        |
| 蘇格蘭（官方榜单公司單曲榜）              | 12        |
| 斯洛伐克（電台百大單曲榜）                | 1         |
| 斯洛伐克（百強數位單曲榜）                | 10        |
| 斯洛維尼亞（斯洛維尼亞五十強榜單）        | 1         |
| 南非（非洲娛樂監測单曲榜）                | 3         |
| 西班牙（西班牙音樂製作協會）              | 20        |
| 瑞典（瑞典最熱榜）                        | 20        |
| 瑞士（瑞士热门音乐榜）                    | 4         |
| 英國（官方榜单公司單曲榜）                | 15        |
| 美国（《告示牌》百大單曲榜）              | 10        |
| 美國（《告示牌》成人當代單曲榜）          | 3         |
| 美國（《告示牌》Adult Pop Airplay）       | 1         |
| 美國（《告示牌》Dance/Mix Show Airplay）  | 14        |
| 美國（《告示牌》Pop Airplay）             | 5         |

| 榜單（2015年）                       | 位置 |
| ------------------------------------ | ---- |
| 澳大利亞（澳大利亞唱片業協會單曲榜） | 33   |
| 奧地利（Ö3四十強單曲榜）             | 18   |
| 比利時瓦隆（Ultratop五十強單曲榜）   | 64   |
| 巴西（《告示牌》巴西百強單曲榜）     | 76   |
| 加拿大（Canadian Hot 100）           | 16   |
| 丹麥（Tracklisten）                  | 37   |
| 德國（德國官方單曲榜）               | 18   |
| 愛爾蘭（愛爾蘭唱片音樂協會）         | 17   |
| 意大利（意大利音樂產業聯盟）         | 58   |
| 荷蘭（荷蘭四十強單曲榜）             | 131  |
| 荷蘭（百強單曲榜）                   | 57   |
| 荷蘭（NPO 3FM）                      | 96   |
| 紐西蘭（紐西蘭官方音樂榜）           | 26   |
| 斯洛文尼亞（斯洛文尼亞五十強榜單）   | 22   |
| 西班牙（西班牙音樂製作協會）         | 74   |
| 瑞典（瑞典最熱榜）                   | 40   |
| 瑞士（瑞士熱門音樂榜）               | 22   |
| 英國（官方榜單公司單曲榜）           | 29   |
| 美國（Billboard Hot 100）            | 34   |
| 美國（《告示牌》Adult Contemporary） | 16   |
| 美國（《告示牌》Adult Top 40）       | 7    |
| 美國（《告示牌》Mainstream Top 40）  | 21   |

| 榜單（2016年）                       | 位置 |
| ------------------------------------ | ---- |
| 阿根廷（拉美監控）                   | 65   |
| 巴西（巴西百強單曲榜）               | 76   |
| 丹麥（Tracklisten）                  | 70   |
| 法國（法國唱片出版業公會單曲榜）     | 118  |
| 意大利（意大利音樂產業聯盟）         | 66   |
| 斯洛文尼亞（斯洛文尼亞五十強榜單）   | 1    |
| 西班牙（西班牙音樂製作協會）         | 86   |
| 瑞典（瑞典最熱榜）                   | 86   |
| 瑞士（瑞士熱門音樂榜）               | 37   |
| 美國（《告示牌》Adult Contemporary） | 13   |

| 榜單（2017年）      | 位置 |
| ------------------- | ---- |
| 丹麥（Tracklisten） | 90   |

| 榜單（2018年）             | 位置 |
| -------------------------- | ---- |
| 葡萄牙（葡萄牙唱片業協會） | 197  |

| 榜單（2010年－2019年）               | 位置 |
| ------------------------------------ | ---- |
| 澳大利亞（澳大利亞唱片業協會單曲榜） | 96   |
| 英國（官方榜單公司單曲榜）           | 58   |

## 認證
| 地區                                     | 认证    | 认证单位/销量 |
| ---------------------------------------- | ------- | ------------- |
| 澳大利亚（澳大利亚唱片业协会）           | 9× 白金 | 630,000‡      |
| 奥地利（國際唱片業協會奧地利分會）       | 白金    | 30,000‡       |
| 比利时（比利時唱片音樂協會）             | 金      | 15,000‡       |
| 加拿大（加拿大音乐协会）                 | 7× 白金 | 560,000‡      |
| 丹麦（國際唱片業協會丹麥分會）           | 4× 白金 | 360,000‡      |
| 德国（聯邦音樂產業協會）                 | 钻石    | 1,000,000‡    |
| 意大利（意大利音乐产业联盟）             | 6× 白金 | 300,000‡      |
| 墨西哥（墨西哥音像製品協會）             | 金      | 30,000*       |
| 新西兰（新西兰唱片音乐协会）             | 2× 白金 | 30,000*       |
| 波兰（波蘭音像製造商協會）               | 白金    | 50,000‡       |
| 葡萄牙（葡萄牙唱片業協會）               | 3× 白金 | 60,000‡       |
| 西班牙（西班牙音樂製作協會）             | 2× 白金 | 80,000‡       |
| 瑞典（瑞典唱片業協會）                   | 白金    | 40,000‡       |
| 瑞士（國際唱片業協會瑞士分会）           | 白金    | 30,000‡       |
| 英国（英国唱片业协会）                   | 4× 白金 | 2,400,000‡    |
| 美国（美國唱片業協會）                   | 4× 白金 | 4,000,000‡    |
| *僅含認證的實際銷量 ‡僅含認證的+實際銷量 |         |               |

## 派台與發行歷史
| 國家   | 日期          | 形式              | 廠牌   | 來源    |
| ------ | ------------- | ----------------- | ------ | ------- |
| 美國   | 2015年5月11日 | 熱門成人當代      | 大西洋 | [ 19 ]  |
| 美國   | 2015年5月12日 | 當代流行電台      | 大西洋 | [ 20 ]  |
| 意大利 | 2015年5月22日 | 當代流行電台      | 大西洋 | [ 169 ] |
| 德國   | 2015年6月12日 | CD單曲            | 庇護所 | [ 170 ] |
| 英國   | 2015年6月30日 | 線上下載 （混音） | 大西洋 | [ 82 ]  |

## 資料來源
1. 1 2 3 4  Lipshutz, Jason. . Billboard. 2014-06-23  [2015-08-21]. （原始内容存档于2020-11-14）.
2. ↑  . 台灣華納音樂.   [2021-10-17]. （原始内容存档于2021-10-17）.
3. 1 2 3  . Music-News.com. 2014-06-29  [2015-08-23]. （原始内容存档于2015-09-25）.
4. 1 2  . Noise11.com. 2015-04-20  [2015-08-21]. （原始内容存档于2020-10-29）.
5. 1 2  Connolly, Lynn. . Unreality TV. 2015-07-24  [2015-08-21]. （原始内容存档于2015年8月16日）.
6. 1 2 3 4  . Capital. 2015-07-23  [2015-09-15]. （原始内容存档于2020-12-04）.
7. 1 2 3 4  Tietjen, Alexa. . VH1. 2015-04-22  [2015-08-20]. （原始内容存档于2020-08-14）.
8. 1 2  . VH1.   [2015-08-21]. （原始内容存档于2016-06-08）.
9. 1 2 3  Menyes, Carolyn. . Music Times. 2014-06-20  [2015-08-22]. （原始内容存档于2018-09-25）.
10. ↑  . Musicnotes.com.   [2015-09-22]. （原始内容存档于2020-11-29）.
11. ↑  Abdul Hadi, Eddino. . The Straits Times. 2015-03-15  [2015-09-14]. （原始内容存档于2019-12-31）.
12. 1 2  Roth, Madeline. . MTV News. 2015-04-22  [2015-08-21]. （原始内容存档于2019-07-25）.
13. 1 2  Cox, Jamieson. . Time. 2014-05-31  [2015-08-23]. （原始内容存档于2020-11-14）.
14. 1 2  Empire, Kitty. . The Observer. 2014-06-22  [2015-08-21]. （原始内容存档于2020-11-04）.
15. ↑  Corner, Lewis. . Digital Spy. 2013-02-25  [2014-06-30]. （原始内容存档于2015-09-28）.
16. ↑  McLean, Craig. . The Guardian. 2014-07-16  [2015-08-21]. （原始内容存档于2015-09-24）.
17. 1 2 3  Book, Ryan. . Music Times. 2015-05-09  [2015-08-22]. （原始内容存档于2016-03-04）.
18. ↑  Vena, Jocelyn. . Billboard. 2015-04-22  [2015-08-20]. （原始内容存档于2020-06-10）.
19. 1 2  . All Access.   [2015-10-11]. （原始内容存档于2015-05-09）.
20. 1 2  . All Access.   [2015-10-11]. （原始内容存档于2015-05-09）.
21. 1 2  . Amazon.com.   [2015-10-02]. （原始内容存档于2021-11-07）.
22. ↑  Walker, John. . MTV News. 2015-01-14  [2015-10-04]. （原始内容存档于2020-10-14）.
23. 1 2 3 4 5 6  Kreps, Daniel. . Rolling Stone. 2015-05-11  [2015-08-22]. （原始内容存档于2018-06-13）.
24. ↑  Hibberd, James. . Entertainment Weekly. 2015-05-20  [2015-09-15]. （原始内容存档于2020-08-15）.
25. ↑  Accardi, Kristin. . WBMP (FM). 2015-05-29  [2015-09-22]. （原始内容存档于2015-09-25）.
26. ↑  . Official Charts Company.   [2015-10-02]. （原始内容存档于2019-04-11）.
27. ↑  Rodman, Sarah. . The Boston Globe. 2014-06-23  [2018-02-04]. （原始内容存档于2015-09-07）.
28. ↑  McCormick, Neil. . The Daily Telegraph. 2014-06-24  [2018-02-04]. （原始内容存档于2015-09-24）.
29. ↑  Cantor, Paul. . Vibe. 2014-06-25  [2018-02-04]. （原始内容存档于2018-07-12）.
30. ↑  Zaleski, Annie. . The A.V. Club. 2014-06-24  [2018-02-05]. （原始内容存档于2016-03-04）.
31. 1 2  John, Murphy. . MusicOMH. 2014-06-23  [2018-02-05]. （原始内容存档于2020-08-12）.
32. ↑  Phoenix. . Hit FM聯播網.   [2022-09-26]. （原始内容存档于2022-09-26）.
33. ↑  Kevin, Harley. . The Independent. 2014-06-22  [2018-02-05]. （原始内容存档于2015-07-25）.
34. ↑  Dave, Hanratty. . Drowned in Sound. 2014-06-23  [2018-02-05]. （原始内容存档于2015-07-25）.
35. ↑  Morrison, Alan. . The Herald (Glasgow). 2014-06-25  [2018-02-05]. （原始内容存档于2019-03-26）.
36. ↑  Vincent, Alice. . The Daily Telegraph. 2014-12-02  [2015-08-24]. （原始内容存档于2015-08-24）.
37. ↑  . Official Charts Company.   [2015-10-02]. （原始内容存档于2021-04-17）.
38. ↑  Copsey, Rob. . The Official Charts Company. 2017-09-19  [2018-01-31]. （原始内容存档于2017-09-19）.
39. 1 2  . British Phonographic Industry.   [2021-11-30] （英语）.
40. ↑  Trust, Gary. . Billboard. 2015-09-14  [2015-10-04]. （原始内容存档于2015-10-29）.
41. ↑  Lipshutz, Jason; Caulfield, Keith. . Billboard. 2015-07-31  [2015-08-20]. （原始内容存档于2016-05-13）.
42. ↑  . Billboard.   [2015-08-22]. （原始内容存档于2019-05-15）.
43. ↑  Trust, Gary. . Billboard. 2015-08-20  [2015-08-22]. （原始内容存档于2021-04-21）.
44. ↑   (PDF). Nielsen SoundScan. （原始内容 (PDF)存档于2016-07-05）.
45. 1 2  . Recording Industry Association of America.   [2018-02-15] （英语）.
46. 1 2  "Austriancharts.at – Ed Sheeran – Photograph". Ö3 Austria Top 40.   （德語）.
47. 1 2  "Ed Sheeran Chart History (Canadian Hot 100)". Billboard.  [2015-07-28].（英語）.
48. 1 2  . GfK Entertainment Charts.   [2020-10-12]. （原始内容存档于2020-10-12）.
49. 1 2  "Chart Track: Week 31, 2015". Irish Singles Chart.    （英語）.
50. 1 2  . IFPI Czech Republic.   [2015-12-06]. （原始内容存档于2015-12-06）.
51. 1 2  "EMA Top 10 Airplay: Week Ending 2015-08-04". Entertainment Monitoring Africa.  [2015-09-16].（英語）.
52. ↑  Billboard Staff. . Billboard. 2015-04-13  [2015-08-21]. （原始内容存档于2021-01-24）.
53. ↑  Angel, Meredith. . Daily News (New York). 2015-04-16  [2015-08-21]. （原始内容存档于2021-01-23）.
54. ↑  Dowling, Tim. . The Guardian. 2015-04-14  [2015-08-21]. （原始内容存档于2020-10-30）.
55. ↑  . Newsbeat (BBC Online). 2016-06-09  [2016-06-09]. （原始内容存档于2020-11-08）.
56. ↑  Ellis-Petersen, Hannah. . The Guardian.   [2017-04-11]. （原始内容存档于2021-04-13）.
57. ↑  . BBC News. 2022-03-07  [2022-03-08]. （原始内容存档于2022-03-08）.
58. ↑  Murray, Tom. . The Independent. 2022-04-08. （原始内容存档于2022-05-26）.
59. 1 2  Vena, Jocelyn. . Billboard. 2015-05-29  [2015-08-22]. （原始内容存档于2020-06-10）.
60. ↑  . Music-news.com. 2015-05-20  [2015-08-23]. （原始内容存档于2015-09-25）.
61. ↑  . Access Hollywood.   [2015-08-23]. （原始内容存档于2015-09-04）.
62. ↑  Velez, Cat. . Promo News. 2015-05-13  [2015-10-08]. （原始内容存档于2018-06-12）.
63. ↑  Vena, Jocelyn. . Billboard. 2015-05-09  [2015-08-21]. （原始内容存档于2020-06-10）.
64. ↑  . Irish Examiner. 2015-05-11  [2015-09-22]. （原始内容存档于2018-12-03）.
65. ↑  . Rte.ie. 2015-07-24  [2015-10-11]. （原始内容存档于2015-12-22）.
66. ↑  Moss, Liv. . Official Charts Company. 2015-05-11  [2015-08-21]. （原始内容存档于2019-07-19）.
67. ↑  Barnes, Nick. . Unreality TV. 2014-12-13  [2015-10-08]. （原始内容存档于2016年4月20日）.
68. ↑  Moss, Liv. . Official Charts Company. 2014-12-17  [2015-10-08]. （原始内容存档于2015-12-19）.
69. ↑  Brandle, Lars. . Billboard. 2015-06-02  [2015-10-11]. （原始内容存档于2015-10-14）.
70. ↑  Lee, Ben. . Digital Spy. 2015-05-06  [2015-10-08]. （原始内容存档于2015-10-16）.
71. ↑  Vlessing, Etan. . Billboard. 2015-06-22  [2015-10-08]. （原始内容存档于2015-09-29）.
72. ↑  Holub, Christian. . Entertainment Weekly. 2015-09-27  [2015-10-18]. （原始内容存档于2015-10-23）.
73. ↑  Bryce, Andrew. . The Sun Chronicle. 2015-09-26  [2015-10-18]. （原始内容存档于2019-01-29）.
74. ↑  Dimmer, Sam. . Coventry Telegraph. 2015-03-02  [2015-10-08]. （原始内容存档于2015-08-17）.
75. ↑  .   [2018-01-31]. （原始内容存档于2017-01-13）.
76. ↑  Andre, Jonathan. . 365 Days of Inspiring Media. 2015-10-02  [2015-10-03]. （原始内容存档于2015-10-07）.
77. ↑  Greenhalgh, Andrew. . Soul-Audio. 2015-10-02  [2015-10-03]. （原始内容存档于2015-10-04）.
78. ↑  Lassiter, Caitlin. . New Release Today. 2015-10-06  [2015-10-07]. （原始内容存档于2021-01-24）.
79. ↑  . British Broadcasting Corporation. 2015-07-21  [2015-10-11]. （原始内容存档于2015-10-18）.
80. ↑  . Leading Edge Music.   [2022-09-21]. （原始内容存档于2022-09-21）.
81. ↑  . Official Charts.   [2022-09-24]. （原始内容存档于2021-12-09）.
82. 1 2  . Amazon.com.   [2015-10-02]. （原始内容存档于2021-11-07）.
83. ↑   (Deluxe Edition Compact Disc liner notes). Ed Sheeran. Warner Music. 2014.
84. ↑  "Australian-charts.com – Ed Sheeran – Photograph". ARIA Top 50 Singles.    （英語）.
85. ↑  "Ultratop.be – Ed Sheeran – Photograph". Ultratip.    （荷蘭語）.
86. ↑  "Ultratop.be – Ed Sheeran – Photograph". Ultratop 50.    （法語）.
87. ↑  "Ed Sheeran Chart History (Canada AC)". Billboard.  2015-09-19.（英語）.
88. ↑  "Ed Sheeran Chart History (Canada CHR/Top 40)". Billboard.  [2015-09-19].（英語）.
89. ↑  "Ed Sheeran Chart History (Canada Hot AC)". Billboard.  [2015-10-17].（英語）.
90. ↑  . ČNS IFPI.   [2023-01-12]. （原始内容存档于2023-01-12） （捷克语）.
91. ↑  . ČNS IFPI.   [2023-01-12]. （原始内容存档于2023-01-12） （捷克语）.
92. ↑  "Danishcharts.com – Ed Sheeran – Photograph". Hitlisten.  （丹麥語）.
93. ↑  "Ed Sheeran Chart History (Euro Digital Song Sales)". Billboard.  [2021-04-24].（英語）.
94. ↑  "Lescharts.com – Ed Sheeran – Photograph". Les classement single.  （法語）.
95. ↑  . Billboard.   [2021-11-19]. （原始内容存档于2021-01-14）.
96. ↑  "Archívum – Slágerlisták – MAHASZ". Single Top 40 slágerlista. Magyar Hanglemezkiadók Szövetsége.    （匈牙利語）.
97. ↑  "Archívum – Slágerlisták – MAHASZ". Stream Top 40 slágerlista. Magyar Hanglemezkiadók Szövetsége.    （匈牙利語）.
98. ↑  "Italiancharts.com – Ed Sheeran – Photograph". Top Digital Download.  （英語）.
99. ↑  . The Official Lebanese Top 20.   [2015-06-28]. （原始内容存档于2015-09-24）.
100. ↑  . Billboard.   [2021-07-16]. （原始内容存档于2021-05-08）.
101. ↑   "Nederlandse Top 40 – week 27, 2015". Dutch Top 40  .
102. ↑  "Dutchcharts.nl – Ed Sheeran – Photograph". Single Top 100.  （荷蘭語）.
103. ↑  . Recorded Music NZ.   [2016-03-04]. （原始内容存档于2016-03-04）.
104. ↑  "Norwegiancharts.com – Ed Sheeran – Photograph". VG-lista.  （挪威語）.
105. ↑  "Listy bestsellerów, wyróżnienia :: Związek Producentów Audio-Video". Polish Dance Top 50.  （波蘭語）.
106. ↑  "Listy bestsellerów, wyróżnienia :: Związek Producentów Audio-Video". Polish Airplay Top 100.  （英語）.
107. ↑  "Official Scottish Singles Sales Chart Top 100". Official Charts Company.  （英語）.
108. ↑  . IFPI Czech Republic.   [2021-04-13]. （原始内容存档于2021-04-13）.
109. ↑  . SloTop50（英语：SloTop50）.   [2015-06-05]. （原始内容存档于2016-12-22）.
110. ↑  . Productores de Música de España.   [2020-07-11]. （原始内容存档于2020-07-11） （西班牙语）.
111. ↑  . Sverigetopplistan.   [2020-06-29]. （原始内容存档于2020-06-29）.
112. ↑  "Swisscharts.com – Ed Sheeran – Photograph". Swiss Singles Chart.  （英語）.
113. ↑  "Ed Sheeran: Artist Chart History" Official Charts Company.   （英語）.
114. ↑  "Ed Sheeran Chart History (Hot 100)". Billboard.  [2015-09-14].（英語）.
115. ↑   "Ed Sheeran Chart History (Adult Contemporary)". Billboard.  [2015-09-29].（英語）.
116. ↑  "Ed Sheeran Chart History (Adult Pop Songs)". Billboard.   [2015-09-01].（英語）.
117. ↑  "Ed Sheeran Chart History (Dance Mix/Show Airplay)". Billboard.  [2015-10-10].（英語）.
118. ↑  "Ed Sheeran Chart History (Pop Songs)". Billboard.  [2015-09-08].（英語）.
119. ↑  . Australian Recording Industry Association.   [2016-01-06]. （原始内容存档于2016-05-22）.
120. ↑  . Hung Medien.   [2017-01-07]. （原始内容存档于2016-01-04）.
121. ↑  . Ultratop.   [2017-01-07]. （原始内容存档于2017-01-17）.
122. ↑  . Billboard Brasil. 2017-01-03  [2017-06-20].
123. ↑  . Billboard.   [2017-01-02]. （原始内容存档于2015-12-11）.
124. ↑  . Hitlisten.NU.   [2017-01-07]. （原始内容存档于2016-01-26）.
125. ↑  . GfK Entertainment. offiziellecharts.de.   [2016-01-06]. （原始内容存档于2016-01-09）.
126. ↑  . IRMA.   [2017-01-07]. （原始内容存档于2017-06-19）.
127. ↑  . Federazione Industria Musicale Italiana.   [2016-01-13]. （原始内容存档于2016-01-11）.
128. ↑  . Stichting Nederlandse Top 40.   [2017-01-07]. （原始内容存档于2017-01-08）.
129. ↑  . Hung Medien.   [2017-01-07]. （原始内容存档于2016-10-13）.
130. ↑  . Dutch Charts.   [2022-05-13]. （原始内容存档于2022-05-13）.
131. ↑  . Recorded Music NZ.   [2015-12-25]. （原始内容存档于2016-06-02）.
132. ↑  . slotop50.si.   [2015-06-05]. （原始内容存档于2017-06-30）.
133. ↑  . Productores de Música de España.   [2022-05-09]. （原始内容存档于2022-05-23）.
134. ↑  . Sverigetopplistan. Swedish Recording Industry Association.   [2017-01-15]. （原始内容存档于2020-10-17）.
135. ↑  . Hung Medien.   [2017-01-07]. （原始内容存档于2016-01-14）.
136. ↑  . OfficialCharts.com.   [2016-01-04]. （原始内容存档于2017-01-29）.
137. ↑  . Billboard.   [2015-12-23]. （原始内容存档于2015-12-21）.
138. ↑  . Billboard.   [2017-01-07]. （原始内容存档于2015-12-11）.
139. ↑  . Billboard.   [2017-01-02]. （原始内容存档于2015-12-14）.
140. ↑  . Billboard.   [2017-01-02]. （原始内容存档于2015-12-21）.
141. ↑  . Monitor Latino.   [2017-08-21]. （原始内容存档于2017-08-22）.
142. ↑   (PDF). Crowley Broadcast Analysis. 2016  [2020-05-21]. （原始内容 (PDF)存档于2020-05-21）.
143. ↑  . Hitlisten.NU.   [2016-12-31]. （原始内容存档于2016-12-30）.
144. ↑  . SNEP.   [2020-10-06]. （原始内容存档于2020-10-27）.
145. ↑   (Click on Scarica allegato to download the zipped file containing the year-end chart PDF documents). Federazione Industria Musicale Italiana.   [2017-02-23]. （原始内容存档于2017-01-10）.
146. ↑  . slotop50.si.   [2016-12-31]. （原始内容存档于2016-12-31）.
147. ↑  . Productores de Música de España.   [2022-05-09]. （原始内容存档于2021-01-12）.
148. ↑  . Sverigetopplistan. Swedish Recording Industry Association.   [2017-01-15]. （原始内容存档于2020-06-21）.
149. ↑  . Hung Medien.   [2017-01-02]. （原始内容存档于2019-08-07）.
150. ↑  . Billboard.   [2016-12-18]. （原始内容存档于2016-12-11）.
151. ↑  . Hitlisten.   [2018-01-11]. （原始内容存档于2018-01-10）.
152. ↑  . Associação Fonográfica Portuguesa.   [2020-07-03]. （原始内容存档于2020-08-21）.
153. ↑  . ARIA. January 2020  [2020-01-17]. （原始内容存档于2020-01-11）.
154. ↑  Copsey, Rob. . Official Charts Company. 2019-12-11  [2019-12-12]. （原始内容存档于2019-12-11）.
155. ↑   (PDF). Australian Recording Industry Association.   [2022-09-01]. （原始内容存档 (PDF)于2022-09-19）.
156. ↑  . IFPI Austria.   [2017-08-25] （德语）.
157. ↑  . Ultratop. Hung Medien.   [2016-02-05] （荷兰语）.
158. ↑  . Music Canada.   [2018-09-13] （英语）.
159. ↑  . IFPI Danmark.   [2021-06-22] （丹麦语）.
160. ↑  . Bundesverband Musikindustrie.   [2020-11-25] （德语）.
161. ↑  . Federazione Industria Musicale Italiana.   [2019-12-31] （意大利语）.
162. ↑  . Asociación Mexicana de Productores de Fonogramas y Videogramas.   [2019-12-18] （西班牙语）. 在“ARTISTA”栏以下的框内输入“Ed Sheeran”&nbsp；并在“column heading”栏以下的框内输入“Photograph”。.
163. ↑  . Recorded Music NZ.   [2015-12-21] （英语）.
164. ↑  . Polish Society of the Phonographic Industry.   [2021-11-11] （波兰语）.
165. ↑   (PDF). Associação Fonográfica Portuguesa.   [2022-01-27] （葡萄牙语）.
166. ↑  . El portal de Música. Productores de Música de España.   [2016-12-31] （西班牙语）.
167. ↑  . Sverigetopplistan.   [2015-05-26] （瑞典语）. 滑动至“89”以查看认证。
168. ↑  . IFPI Switzerland. Hung Medien.   [2016-12-31] （德语）.
169. ↑  . EarOne.   [2015-10-02]. （原始内容存档于2016-03-04）.
170. ↑  . Amazon.com.   [2015-10-09]. （原始内容存档于2018-03-08）.